# Картка вогню
Ка́ртка вогню́ (моторизованого відділення, взводу, танка, роти, батальйону) — бойовий графічний документ, що розробляється відповідним командиром (штабом батальйону).

## Розробка картки вогню

Варіант нанесення лісонасаджень на бойових графічних документах

Картка вогню розробляється на білому цупкому папері чи кальці (сколці з топографічної картки) визначеного формату (А4, А5, для батальйону А3)
Основою картки вогню є схема місцевості, складена окомірним зніманням способом кругового візування. При цьому тактичні об'єкти наносять одночасно з топографічними.
Умовні знаки і підписи виконуються в порядку і за правилами, визначеними в Бойовому статуті щодо відпрацювання бойових документів.
Картка вогню обов'язково повинна містити
- Прив'язку до місцевості (за трьома орієнтирами); положення цих орієнтирів на місцевості, роздільні лінії між своїми підрозділами і сусідами[2] Стрілку Північ-Південь, що відповідає сторонам горизонту на місцевості
- Дані про противника. Якщо є дані розвідки — дані про положення основних вогневих засобів противника (танків, БМП, БТР, ПТКРС, гранатометів, кулеметів, мінометів)[3]. Якщо таких даних немає, показується тільки загальний рубіж: Противник
- Позиції підлеглих військ: командних опорних пунктів, пунктів управління, траншей і ходів сполучення, вогневих позицій (основних і запасних) для танків, БМП, БТР, ПТКРС, гранатометів, кулеметів, мінометів, відділень, взводів
- Траншеї підрозділів, вогневі точки, окопи, бліндажі, ходи сполучення зображаються тієї форми, як вони обладнані на місцевості
- Сектори вогню для перерахованих сил; основні і запасні[4]

Тактичну обстановку командири підрозділів наносять тактичними умовними знаками кольоровими олівцями, а якщо одним (чорним) кольором — умовні знаки противника наносяться двома лініями. Положення, завдання і дії підрозділу, його вогневі засоби, бойову та іншу техніку наносять на схеми за їх дійсним положенням на місцевості, орієнтуючи в напрямку дії підрозділу або ведення вогню.
Якщо для позначення певного об'єкта на місцевості, підрозділу, зброї є відповідний знак у Бойовому статуті, на картці вогню забороняється вживати рандомні умовні знаки (малювати хатки, танчики, красиві деревця, колодязі з журавлем чи гайочки). Підйом топографічних чи тактичних знаків, підписи, — все робиться у суворій відповідності вимогам Бойового статуту. Якщо знака не існує в Бойовому статуті, він виноситься із поясненням в специфікацію.